# Ministère fédéral de la Justice (Allemagne)
Pour les articles homonymes, voir Ministère de la Justice.
Le ministère fédéral de la Justice et de la Protection des consommateurs (en allemand : Bundesministerium der Justiz und für Verbreaucherschutz, en forme courte BMJV) est le département ministériel du gouvernement fédéral responsable de l'administration du système judiciaire fédéral, du droit positif et de la défense des droits des consommateurs.
La ministre fédérale de la Justice est la sociale-démocrate Stefanie Hubig depuis le 6 mai 2025.

## Fonctions

### Mission
Le fédéralisme allemand laisse une large part de l’administration de la Justice aux Länder. La principale mission de la Fédération est d’assurer et de développer l’État de droit.
Le ministère est chargé, dans le cadre des compétences de la Fédération, de la législation en matière de droit civil, de droit pénal, de droit commercial et de droit des sociétés, de droit d’auteur et de droit de la concurrence, de procédure, et de règles encadrant les professions de juge, d’avocat, de procureur et de notaire.
Il vérifie pour le compte des autres ministères la conformité des projets de lois et de règlements à la législation en vigueur et notamment à la Loi fondamentale.
Il édite la Bundesgesetzblatt et le Bundesanzeiger, les bulletins législatifs. Il prépare également le choix des juges des tribunaux fédéraux, notamment du Tribunal constitutionnel fédéral.
Il exerce la tutelle des juridictions fédérales, la Cour fédérale, le procureur général fédéral près la Cour fédérale, le Registre central fédéral, le Tribunal administratif fédéral, la Cour fédérale des finances, le Tribunal fédéral des brevets et l’Office allemand des brevets et des marques.

### Organisation
Le ministère est une administration fédérale suprême. Ses compétences résultent pour partie de la Loi fondamentale (art. 96 al. 2 GG).
Le ministre fédéral est assisté d’un secrétaire d’État (Staatssekretär) et un secrétaire d’État parlementaire (parlamentarische Staatssekretär).

## Histoire
En 1875 est créée au sein de la Chancellerie impériale (Reichskanzleramt) une section IV chargée d’assister le Gouvernement impérial, le Reichstag et le Conseil fédéral lors du processus législatif ; elle est autonomisée le 1er janvier 1877 sous le nom d’office impérial de la Justice (Reichsjustizamt), sous la direction d’un secrétaire d’État (Staatssekretär). Son champ de compétence intrègre le Tribunal impérial (Reichsgericht) et d’autres offices de l’Empire, mais pas l’administration des juridictions de rang inférieur, qui reste une prérogative des Länder.
Le 13 février 1919, l’office devient le ministère du Reich à la Justice (Reichsministerium der Justiz).
Le 20 septembre 1949, le ministère fédéral de la Justice est constitué dans le premier gouvernement de la République fédérale. Jusqu'à la réunification allemande, il siège à Bonn, d'abord (de 1950 à 1973), dans la villa Rosenburg. En 2012, la ministre de la Justice Sabine Leutheusser-Schnarrenberger met en place une commission indépendante qui établit, grâce au travail de l'historien Manfred Görtemaker et du juriste Christoph Safferlig, que d'anciens nazis ont après la guerre trouvé refuge au ministère de la Justice ouest-allemand afin de faire oublier leurs anciennes complicités, œuvrant par ailleurs à faire passer une législation d'amnistie : en 1951, 51 % des personnes occupant un poste à responsabilités dans le ministère étaient issus du NSDAP, et en 1957 77 %.
L'actuel ministère comprend la fusion du ministère ouest-allemand avec le ministère de la Justice de la RDA, qui cesse d'exister en 1990, lors de la réunification.

### Ministres
| Nom                                                                             | Nom                                | Dates du mandat | Dates du mandat | Parti | Cabinet(s)           |
| ------------------------------------------------------------------------------- | ---------------------------------- | --------------- | --------------- | ----- | -------------------- |
|                                                                                 | Thomas Dehler                      | 20/09/1949      | 20/10/1953      | FDP   | Adenauer I           |
|                                                                                 | Fritz Neumayer                     | 20/10/1953      | 16/10/1956      | FDP   | Adenauer II          |
|                                                                                 | Hans-Joachim von Merkatz           | 16/10/1956      | 29/10/1957      | DP    | Adenauer II          |
|                                                                                 | Fritz Schäffer                     | 29/10/1957      | 14/11/1961      | CSU   | Adenauer III         |
|                                                                                 | Wolfgang Stammberger               | 14/11/1961      | 19/11/1962      | FDP   | Adenauer IV          |
|                                                                                 | Ewald Bucher                       | 13/12/1962      | 27/03/1965      | FDP   | Adenauer V Erhard I  |
|                                                                                 | Karl Weber                         | 01/04/1965      | 26/10/1965      | CDU   | Erhard I             |
|                                                                                 | Richard Jaeger                     | 26/10/1965      | 30/11/1966      | CSU   | Erhard II            |
|                                                                                 | Gustav Heinemann                   | 01/12/1966      | 26/03/1969      | SPD   | Kiesinger            |
|                                                                                 | Horst Ehmke                        | 26/03/1969      | 21/10/1969      | SPD   | Kiesinger            |
|                                                                                 | Gerhard Jahn                       | 22/10/1969      | 07/05/1974      | SPD   | Brandt I et II       |
|                                                                                 | Hans-Jochen Vogel                  | 16/05/1974      | 11/01/1981      | SPD   | Schmidt I, II et III |
|                                                                                 | Jürgen Schmude                     | 11/01/1981      | 01/10/1982      | SPD   | Schmidt III          |
|                                                                                 | Hans A. Engelhard                  | 04/10/1982      | 18/01/1991      | FDP   | Kohl I, II et III    |
|                                                                                 | Klaus Kinkel                       | 18/01/1991      | 18/05/1992      | FDP   | Kohl IV              |
|                                                                                 | Sabine Leutheusser-Schnarrenberger | 18/05/1992      | 17/01/1996      | FDP   | Kohl IV et V         |
|                                                                                 | Edzard Schmidt-Jortzig             | 17/01/1996      | 26/10/1998      | FDP   | Kohl V               |
|                                                                                 | Herta Däubler-Gmelin               | 27/10/1998      | 22/10/2002      | SPD   | Schröder I           |
|                                                                                 | Brigitte Zypries                   | 22/10/2002      | 27/10/2009      | SPD   | Schröder II Merkel I |
|                                                                                 | Sabine Leutheusser-Schnarrenberger | 28/10/2009      | 17/12/2013      | FDP   | Merkel II            |
|                                                                                 | Heiko Maas                         | 17/12/2013      | 14/03/2018      | SPD   | Merkel III           |
|                                                                                 | Katarina Barley                    | 14/03/2018      | 27/06/2019      | SPD   | Merkel IV            |
|                                                                                 | Christine Lambrecht                | 27/06/2019      | 08/12/2021      | SPD   | Merkel IV            |
|                                                                                 | Marco Buschmann                    | 08/12/2021      | 07/11/2024      | FDP   | Scholz               |
|                                                                                 | Volker Wissing                     | 08/11/2024      | 06/05/2025      | Ind.  | Scholz               |
|                                                                                 | Stefanie Hubig                     | 06/05/2025      | En fonction     | SPD   | Merz                 |
| Titre du portefeuille : - Depuis 2025 : Justice et Protection des consommateurs |                                    |                 |                 |       |                      |